# Quills
Quills es una película estadounidense-germano-británica de 2000, dirigida por Philip Kaufman y escrita por Doug Wright a partir de su obra de teatro homónima.

## Argumento
La película trata el tema de la corrupción del espíritu, el amor, el sexo y la religión, desde el insólito punto de vista del Marqués de Sade.
Inicia con la magistral voz del Marqués narrando: "Querido lector, tengo una pequeña historia perversa para contar, sacada de las páginas de la historia, adornada, cierto. Pero garantizada a estimular nuestros sentidos".
El trasfondo es la tormentosa época de Francia durante los últimos años de la Revolución. Allí, esperando la guillotina, se encuentra Mademoiselle Renard, una joven aristócrata que, durante su vida "infligía dolor y placer con igual entusiasmo" hasta que se ve a merced de su cruel verdugo.
Contemplando la escena desde la ventana de una prisión se encuentra la figura del Marqués, impasible. Mientras Mademoiselle Renard es colocada bajo la cuchilla, el Marqués escribe, tarareando la canción infantil "Au Claire de la Lune". 
Luego de la escena de la ejecución, nos movemos al Asilo Mental de Charenton, algunos años después, en el que el Marqués (Geoffrey Rush), está encerrado, pero con gran ánimo, continúa escribiendo, y en secreto, le entrega sus 
manuscritos a la joven y bella lavandera Madeleine Leclérc (Kate Winslet), para ser publicados. Madeleine ve en el Marqués a una figura admirable y seductora, y algunas veces entra en secreto a su celda para conversar con él.
El resto del Manicomio de Charenton está lleno de armonía, es un lugar feliz debido a su joven director, el Abbé de Coulmier (Joaquín Phoenix), que trata a sus internos con cariño y compasión, incitándoles a que su tratamiento sea a través de expresiones artísticas como el teatro, el canto y la pintura. Mientras tanto, el libro secreto del Marqués alcanza su publicación e ilegal venta: "Justine". En poco tiempo, todo Francia está al tanto de ese libro, incluso el Emperador Napoleón Bonaparte, que escandalizado, ordena que todas las copias del libro sean quemadas y que el autor sea fusilado. Sin embargo, gracias a la astuta sugerencia de Delbené, su consejero, manda llamar al doctor Royer-Collard (Michael Caine), a inspeccionar Charenton y sobre todo a controlar al Marqués. Royer-Collard es un psiquiatra que ante los ojos de los demás es respetado y admirado como un hombre severo y decidido, pero que en realidad, es un hombre tan macábro y perverso como el Marqués.
El doctor llega a Charenton, alegándole a Coulmier que uno de sus internos, De Sade, ha llegado a ofender a toda Francia debido a la publicación de "Justine", y que a menos que logre silenciarlo, Charenton será cerrado. Coulmier, entonces, alarmado, habla con el Marqués y le hace ver la situación, ante lo cual el Marqués promete no volver a publicar nada.
Coulmier confía en su palabra, y le comenta al doctor Royer-Collard que el Marqués es más que un paciente, es su amigo.
El Marqués cumple su promesa: No vuelve a publicar, pero continúa exaltando no solo a Charenton sino a París.
Durante una noche en la que los internos presentan una comedia titulada "Los Crímenes del Amor", el Marqués ofende burlescamente a Royer-Collard, parodiando su casamiento con la joven Simone, una encantadora jovencita de 16 años que sufre bajo la tiranía de su esposo.
Debido al escándalo provocado, Royer-Collard cierra el teatro de Charenton y obliga al Abbé de Coulmier a hacer algo si no quiere que el Ministerio se dé cuenta de la verdad.
Mientras Coulmier intenta por todos los medios de piedad y paciencia de lograr que el Marqués se comporte, su relación con Madeleine comienza a tomar un punto más serio y grotesco: Coulmier se está enamorando de la joven lavandera. El Abbé despoja al Marqués de todas sus plumas, lo que ocasiona en este una desesperación que desquita en su atormentada esposa Renée Pelaggie. La Marquesa Pelaggie, harta de su marido, acude a casa de Royer-Collard, casa que está siendo remodelada por el joven arquitecto 
Prouix, allí, la Marquesa le ruega a Royer-Collard que no deje que el Marqués logre su cometido. 
El Marqués, mientras, encuentra la manera de plasmar "todos los demonios del Infierno de su cabeza" en sus escritos, con vino y un pequeño hueso de pollo, escribe en sus sábanas.
Madeleine, deleitada, transcribe el escrito del Marqués en compañía de su madre ciega. 
Pero al día siguiente, el secreto de Madeleine es revelado debido a que la sábana aún queda manchada, lo que obliga a Coulmier a despojar al Marqués de todas sus pertenencias. El Marqués entonces, atormenta al joven sacerdote con su voto de castidad.
Al momento en que el Marqués queda despojado de sus posesiones, Simone se adentra en la literatura libertina de "Justine". El Marqués, entonces, decidido a no dejarse vencer, toma una medida extrema para escribir: Pinchándose los dedos, y utilizando cada gota de su sangre para escribir un libro entero sobre su ropa. Orgulloso le enseña su nueva creación a Madeleine, que encantada le abre la puerta y el Marqués se fuga a alborotar a los pacientes de Charenton, al descubrirle, Royer-Collard le envía a su celda, donde Coulmier es encargado de castigarle. Coulmier le dice al Marqués que se desnude, la perturbadora escena plasma en el Abbé la desesperación a la que todo el asunto le está llevando.
Madeleine por su parte es azotada como castigo. Luego de eso, ella le confiesa a Coulmier que la única manera de aceptar su vida es a través de la literatura del Marqués. Coulmier, por su parte, le dice a Madeleine que la enviará a otro lugar.
Y esa misma noche, Madeleine se dirige a la habitación del Abbé, donde le confiesa que lo ama y donde se dan un beso apasionado pero cortado de súbito por el atormentado sacerdote. Madeleine abandona su habitación sumida en lágrimas, y Coulmier queda impactado en su habitación.
Simone, mientras tanto, guiada por la lujúria, seduce a Prouix, y se fuga con él rumbo a Inglaterra, dejándole a Royer-Collard una carta y la edición de "Justine" que había tenido en secreto.
Lleno de furia, Royer-Collard envía al Marqués directo a su más horrible tortura: La Silla Calmante.
Al término del suplicio, Madeleine se dirige con tristeza a la celda vacía y oscura del ahora desposeído Marqués y le suplica que le cuente una última historia antes de irse. El Marqués se rehúsa durante un tiempo, pero luego idea un plan para contar su última historia: A través de los agujeros en las paredes de cada celda, el Marqués dictará una historia, que se irá pasando de interno a interno hasta llegar a Madeleine, al final del pasillo, donde la transcribirá. Sin embargo, la historia tan apasionante y violenta del Marqués hace que los internos se exalten, y que uno de ellos, Dauphin tome una vela y con deleite incendie su celda, y en poco tiempo, todo Charenton se transforma en un infierno ardiente. En medio de la desesperación que hay para intentar apagar las llamas, Coulmier busca desesperadamente a Madeleine, que es víctima de Bouchon. El Marqués también grita su nombre desde su celda. Cuando al fin encuentra su paradero, Coulmier ve a Bouchon manchado de sangre huir aterrado. Y Coulmier, horrorizado mira el cadáver ensangrentado de Madeleine en el tanque en que las sábanas eran lavadas, y llora amargamente.
Luego del incidente del incendio, Royer-Collard toma el control sobre los castigos de los internos, de la manera más cruel imaginable, y atormentando al lastimado Coulmier con el hecho de que fueron las palabras del Marqués las que llevaron a Madeleine a la muerte.
Y esa noche, Coulmier baja a la celda del Marqués, dónde le hace revelar que, a pesar de que sólo haber demostrado lujuria, este en verdad la amaba y le dolía en gran manera su muerte.
Coulmier, entonces conduce al Marqués a una cámara de operaciones en el que los asistentes de Royer-Collard le cortan la lengua.
El Abbé le entrega a Royer-Collard la lengua del Marqués guardada en un frasco, en el que le confiesa al doctor que nunca más espera volver a dormir en paz después de eso.
Esa noche, Coulmier desciende a la capilla en que se encuentra el cadáver de Madeleine. Luego de derramar lágrimas sobre ella, el Abbé se sorprende al ver que Madeleine está viva. Aquí tiene lugar una de las escenas más impactantes de la película, relacionada con la necrofilia. En plena iglesia, frente al altar, Coulmier derrama lágrimas de tormento al contemplar el cuerpo muerto de Madeleine. Coulmier destapa el cadáver de su manta dejando a Madeleine completamente desnuda y empieza a besarle los senos; Coulmier delira que Madeleine despierta y tiene relaciones con ella. De pronto, con horror y desesperación vuelve la mirada al Cristo que hay frente a él, llorando gruesas lágrimas de sangre.
El Abbé de Coulmier descubre horrorizado que Madeleine sí había estado muerta todo ese tiempo. Inmediatamente el Abbé es despertado por un guardia, y se da cuenta de que todo ha sido una pesadilla. El guardia informa al Abbé que el Marqués está echado en su celda moribundo, donde ha escrito su última obra en las paredes con heces.
Coulmier se acerca conmovido hasta lo más profundo del alma, luego de decir la oración de Extremaunción, le ofrece al Marqués el Crucifijo de su Rosario para que lo bese, pero el Marqués lo aferra con los dientes y lo engulle. Coulmier intenta sacárselo de la boca pero es inútil: El Marqués engulle a Cristo y muere.
Coulmier finalmente se quiebra y con su rostro lleno de dolor y de horror, lanza un grito lastimero y desesperado.
Un año después, a Charenton llega el nuevo Abbé du Maupas, donde es bienvenido por el ahora director del Manicomio Royer-Collard, que le enseña en lo que se ha convertido Charenton: Una estricta institución donde los internos publican las obras del Marqués de Sade.
Royer-Collard advierte al nuevo Abbé, sin embargo, que aún quedan unos pocos incurables propensos a la violencia, y le lleva a la antigua celda del Marqués, donde se encuentra encerrado, con un aspecto horroroso y descuidado, el antiguo Abbé de Coulmier, que le suplica al Abbé du Maupas que le traiga papel y una pluma para escribir la historia.
Luego de que Maupas salga corriendo asustado, se abre la ventanilla de la celda de Coulmier, dónde Madame Leclérc (la madre de Madeleine) le entrega papel y una pluma negra, diciéndole que la use bien: "Se lo debes a ella". Coulmier empieza a escribir mientras la voz del Marqués le va dictando el principio de otra macabra historia.

## Reparto
- Geoffrey Rush: Marqués de Sade
- Kate Winslet: Madeleine 'Maddy' LeClerc
- Joaquin Phoenix: El abate de Coulmier
- Michael Caine: Dr. Royer-Collard
- Billie Whitelaw: Señora LeClerc
- Patrick Malahide: Delbené
- Amelia Warner: Simone
- Jane Menelaus: Renée Pelagie
- Stephen Moyer: Prouix, el arquitecto
- Tony Pritchard: Valcour
- Michael Jenn: Cleante
- Danny Babington: Pitou
- George Yiasoumi: Dauphin
- Stephen Marcus: Bouchon
- Elizabeth Berrington: Charlotte
- Diana Morrison: Mademoiselle Renard
- Ron Cook: Napoleón Bonaparte
- Rebecca Palmer: Michette

## Nominaciones
Quills recibió tres nominaciones a los Premios Óscar en la 73.ª Entrega Anual de la Academia al Mejor Actor en un Papel Protagónico (Geoffrey Rush, ganador anterior de la película Shine 1996), Dirección de Arte (Art: Martin Childs, Sets: Jill Quertier) y vestuario (Jacqueline West ). La película también fue nominada por la Prensa Extranjera de Hollywood, los organizadores de los Globos de Oro como Mejor Actor en un Drama (Geoffrey Rush) y Mejor Guion (Douglas Wright). El Consejo Nacional de Críticos en Estados Unidos seleccionó a Quills como su mejor película del año 2000.

## Premios
- Premios National Board of Review 2000 : Libertad de expresión -  a la mejor película y al mejor actor secundario (Joaquin Phoenix)
- Premio WGA de Honor Paul Selvin  2001 :  a Doug Wright (guionista)
- Premio KCFCC 2001 : al mejor actor (Geoffrey Rush)
- Premio Las Vegas Film Critics Society 2000 : al mejor actor (Geoffrey Rush)
- Premios Satellite de Oro 2001 : al mejor actor - Drama (Geoffrey Rush), y al mejor guion adaptado (Doug Wright)
- Premio FFCC 2001 : al mejor actor (Geoffrey Rush)
- Premio PFCS 2001 : al mejor actor principal (Geoffrey Rush) , y al mejor guion adaptado (Doug Wrigh)
- Premio Fantasporto del Jurado 2001 : a Philip Kaufman
- Premio Broadcast Film Critics Association 2001 : al mejor actor secundario (Joaquin Phoenix)
- Premio Evening Standard British Film 2002 : a la mejor actriz (Kate Winslet)

- Datos: Q761302